# Horacio Pettorossi
Horacio Pettorossi (Buenos Aires, Argentina, 21 de octubre de 1896 – Mar del Plata, Provincia de Buenos Aires, 25 de diciembre de 1960) cuyo nombre completo era  Horacio Gemignani Pettorossi fue un director de orquesta, guitarrista y compositor dedicado al género del tango que tenía el apodo de El Marqués.

## Primeros años
Su padre fue Félix Pettorossi y su hijo era Juana Gemignani, según Rubén Pesce, en tanto otro investigador, Orlando Del Greco, en su libro Carlos Gardel y los Autores de sus Canciones, afirma que Gemignani era el apellido paterno y Pettorossi el materno.
A los cinco años, comenzó a estudiar guitarra y luego de finalizar la escuela primaria fue empleado de la firma Avelino Cabezas y del Correo, en tanto seguía dedicándose a la música.

## Carrera profesional
Por indicación del guitarrista José Ricardo se incorporó a un conjunto de veinte guitarras que acompañaban el cuadro del pericón en la obra Juan Moreira , repuesta en 1915 por la compañía Elías Alippi-José González Castillo, y allí conoció a Carlos Gardel, que cantaba junto a José Razzano en Fiesta criolla, cuadro final de la obra.
En 1916 integró a la compañía de José Podestá acompañando al galán cantor Ignacio Corsini. Posteriormente formó el grupo folklórico Los de la Leyenda , en el que cantaban Emilia Alba, Monsalvé Corrao y Juan Raggi y luego de una breve gira conformó, por poco tiempo, el sexteto Alba-Pettorossi. Más adelante creó con Emilia García, Mario Melfi, Juan Bautista Deambroggio "Bachicha", los hermanos Alfredo y Julio Navarrine y otros, el conjunto Los de la Raza que realiza por seis meses una gira por Europa que se inicia en 1923, cuando debutan en el teatro Prince de Madrid. 
El conjunto fue contratado por el Circo Sarrasani y, en octubre de 1925, partió para actuar en Alemania donde por un incumplimiento de contrato, algunos integrantes regresan al país y Pettorossi viajó a Francia con Juan Raggi y la cancionista Sara Watle y debutaron en la boite Palermo.
En esa época el tango estaba de moda en París, donde estaban actuando Manuel Pizarro y sus hermanos, Genaro Espósito, y Celestino Ferrer, entre otros.
Eduardo Bianco, Bachicha y Pettorossi formaron una orquesta donde este último fue el guitarrista. Luego recorre varias ciudades y crea un conjunto con músicos argentinos y europeos que bajo su dirección ejecutan tango en Rumania, Grecia, Turquía y en países de Oriente. 
Cuando después de seis años volvió a su país trabajó por un tiempo en teatros y en Radio Excelsior y volvió a Grecia. Aquí se presenta en teatros y en radio, tuvo presentaciones en Excelsior. Al tiempo, parte nuevamente, esta vez directo a Grecia y después a París, donde colabora con Gardel como guitarrista y compositor, interviene en los filmes Melodía de Arrabal y Espérame. Gardel declaró al respecto que “las canciones de las películas las improvisaba en el set con mi amigo Pettorossi”. En diciembre de 1932 regresan juntos en el vapor SS Giulio Cesare.
En enero de 1933 integró con Guillermo Barbieri, Domingo Vivas y Ángel Riverol el cuarteto de guitarras que acompañaron a Gardel e interviene en unas sesenta grabaciones y en diversas actuaciones del cantor.
En 1933 viajó con Gardel, primero a Barcelona y luego a París, acompañados, entre otros, por el músico Alberto Castellanos quien, junto con Pettorossi ensayan en París los temas nuevos. Casi al fin del año 1933, van a Nueva York pero al no poder trabajar por las trabas de los músicos locales, Pettorossi se cansó y retornó a Buenos Aires.
Cuando a fines de ese año Gardel lo convocó para su gira por Latinoamérica, no aceptó en razón de sus compromisos laborales y fue reemplazado por José María Aguilar, salvándose así del accidente de Medellín.
Sigue trabajando, y como acompañante o con su propia orquesta está junto a la cancionista Angélica Quiroga y otros vocalistas. Hace presentaciones por Radio Prieto y finalmente se radica junto a su madre en la ciudad de Mar del Plata, hasta su fallecimiento ocurrido el 25 de diciembre de 1960.

## Labor como compositor
Sus primeras composiciones fueron solamente instrumentales: un tango milonga dedicado al dúo Gardel-Razzano, publicado por Editorial Breyer como Pico de oro, otro del mismo género dedicado al jockey y compositor Daniel Cardoso, titulado El correntino y La Ñatita, dedicada al compositor Vicente Fernández que en 1919 fue grabada por el conjunto de Arturo Severino.
Más adelante aparecen Fea, que grabaran en 1924 Ignacio Corsini y, al año siguiente, Carlos Gardel, Galleguita y Torcacita, grabados por Corsini en 1923 y 1924 y Gardel un año después, los tres con letra de Alfredo Navarrine. 
Estando en Grecia hizo la letra y la música del vals Noches de Atenas y por la misma época creó el tango Llueve. El tango Otoño, al que luego puso letra Celedonio Flores lo hizo en Italia. Inspirado en un motivo colombiano compuso Angustias, luego titulado Llora, llora corazón. En Europa hizo también grabaciones e incluso aparece cantando en alguna de ellas.
Sobre el tango Acquaforte, cuenta Marambio Catán que en 1931 después de terminar sus actuaciones en El Cairo durante una gira que había abarcado varios países, embarcó en Alejandría rumbo a Génova y de allí en tren a Milán. En esta ciudad se encontró con Pettorossi y fueron a festejar al Cabaret Excelsior donde, mientras recordaban cosas de su país, el músico le tarareó una melodía que se le había ocurrido en esos días. Acordaron que a ella le pusiera letra Marambio Catán y éste, observando que las mujeres que atendían al público en el lugar les prestaban poca o ninguna atención –hecho que atribuyó a que estaban viejos o, por lo menos, avejentados- comenzó a desarrollar el cuadro de lo que esa noche estaba viendo en el cabaret.
Cuando quisieron publicarla la obra, fue rechazada por la censura del gobierno que encabezaba Benito Mussolini porque entendían que la canción era de ideología anarquista pero mediante gestiones que hizo un sacerdote amigo de Pettorosi consiguieron la aprobación a condición de que el título llevara la aclaración "Tango Argentino" porque –decían- lo que narraba la letra no ocurría en Italia. Fue traducida al italiano, estrenada con éxito en la voz del tenor Gino Franzi y posteriormente traducida al francés.

## Versión sobre la autoría del tangoBandoneón arrabalero
Enrique Cadícamo escribió en La historia del tango en París, que el tango Bandoneón arrabalero no había sido compuesto por Juan Bautista Deambroggio sino que la música pertenecía a Pettorossi. Dice que en 1925 en París Pettorossi, que estaba actuando en la orquesta de Bianco-Bachicha, le hizo escuchar a Bachicha un tango recientemente compuesto por él, que mereció unas palabras de elogio y admiración de Deambroggio. Pettorossi entonces le ofreció venderlo allí mismo por mil francos. Bachicha sacó esa suma y se la ofreció como préstamo, pero el otro rechazó en forma terminante el ofrecimiento e insistió en la venta, por lo que Bachicha finalmente aceptó.

## Obras
- Acquaforte con Juan Carlos Marambio Catán (1938)
- Angustias o Llora, llora corazón
- Esclavas blancas (1931)
- Fea con Alfredo Navarrine (1941)
- Galleguita con Alfredo Navarrine (1941)
- Invierno con Enrique Cadícamo (1943)
- Llueve
- Lo han visto con otra (1928)
- Mi primer goal con Alejandro Fattorini y Miguel Bonano (1934)
- Noches de Atenas (vals)
- Otoño con Celedonio Flores (1937)
- Página en blanco con Oldemio Ettolitre (1954)
- Pura suerte con Enrique Cadícamo
- Silencio con Carlos Gardel y Alfredo Le Pera (1932)
- Torcacita con Alfredo Navarrine
- Tuya